# John W. Heselton
John Walter Heselton, född 17 mars 1900 i Gardiner i Maine, död 19 augusti 1962 i Vero Beach i Florida, var en amerikansk politiker (republikan). Han var ledamot av USA:s representanthus 1945–1959.
Heselton efterträdde 1945 Allen T. Treadway i representanthuset och efterträddes 1959 av Silvio O. Conte.